# Zwartteugelbabbelaar
De zwartteugelbabbelaar (Turdoides melanops) is een zangvogel uit de familie Leiothrichidae.

## Verspreiding en leefgebied
Deze soort komt voor in zuidwestelijk Afrika en telt twee ondersoorten:
- T. m. melanops: zuidelijk Angola en noordelijk Namibië.
- T. m. querula: zuidoostelijk Angola, noordoostelijk Namibië en noordwestelijk Botswana.

## Status
De grootte van de populatie is niet gekwantificeerd maar de soort wordt omschreven als schaars tot plaatselijk algemeen. Op de Rode lijst van de IUCN heeft deze soort de status niet bedreigd.